# ایکسفینیتی
ایکسفینیتی (انگلیسی: Xfinity) شرکت مخابرات آمریکایی است، که در سال ۱۹۸۱ تأسیس شد.